# Cryptosporium tami
Cryptosporium tami är en svampart som beskrevs av Grove 1922. Cryptosporium tami ingår i släktet Cryptosporium, divisionen sporsäcksvampar och riket svampar.   Inga underarter finns listade i Catalogue of Life.